# Маршалловско-португальские отношения
Маршалловско-португальские отношения — двусторонние дипломатические отношения между Маршалловыми Островами и Португалией.

## История
Португальский мореплаватель Педро Фернандес де Кейрос, находившийся на испанской службе, был первым европейцем, побывавшим в некоторых регионах Тихого океана в 1606 году. Он также мог пройти мимо современных Маршалловых Островов, которые, однако, уже были обнаружены испанскими моряками на пути к Филиппинам.
Маршалловы Острова оставались неинтересными как для португальцев, так и для испанцев, поскольку не было перспектив постройки и развития важных торговых центров или ведения товарной деятельности. Кроме того, после Сарагосского договора этот район попал в сферу Испании, так что, в частности, у Португалии не было мотивации создавать здесь свои собственные базы.
Маршалловы Острова были основаны в XIX веке. Они являлись колонией Германии, пока не были завоёвана Японской империей в 1914 году. Во время Второй мировой войны острова вошли в США. В 1979 году Маршалловы Острова стали республикой, но оставались под опекой США до 1986 года. В 1990 они достигли полной независимости. Маршалловы Острова являются членом Организации Объединённых Наций (ООН) с 1991 года, а Португалия — с 1955 года.
Маршалловы Острова и Португалия вступили в дипломатические отношения в неизвестный момент времени после 1986 года, но ни один португальский дипломат ещё не был аккредитован там (по состоянию на март 2017 года). Маршалловы Острова входили в административный район посольства Португалии на Филиппинах. С момента его закрытия в 2007 году посол Португалии в столице Индонезии Джакарте отвечал за Маршалловы Острова. В целом отношения между двумя странами являются слабыми из-за отсутствия общих интересов.
Португальские и бразильские борцы за мир особенно хорошо знакомы с Маршалловыми Островами в связи с борьбой с ядерным оружием.

## Дипломатические представительства
У Португалии нет собственного посольства на Маршалловых Островах. Португалия представляет свои интересы в этом стране через посла в Индонезии. В столице Маршалловых Островов Маджуро есть почётное консульство Португалии. У Маршалловых Островов нет собственного представительства в Португалии.

## Экономические отношения
В настоящее время нет никакой счётной торговли между Маршалловыми Островами и Португалией (по состоянию на конец 2016 года). Торговая палата Португалии AICEP показывает в своей статистике данные по всем странам мира, с которыми Португалия торгует, без данных по Маршалловым Островам. За это отвечает филиал AICEP в столице Индонезии Джакарте.
Не зарегистрировано ни португальских граждан Маршалловых Островов (данные за 2005 год), ни граждан Маршалловых Островов в Португалии (данные за 2015 год).